# Ali Ahamada
Ali Ahamada (* 19. srpna 1991, Martigues, Francie) je francouzský fotbalový brankář a bývalý mládežnický reprezentant s komorskými kořeny, od ledna 2016 hráč tureckého klubu Kayserispor.

## Klubová kariéra
Ve Francii působil v klubech FC Martigues a Toulouse FC. V lednu 2016 odešel do tureckého klubu Kayserispor, podepsal zde smlouvu na 2,5 roku.

## Reprezentační kariéra
Ali Ahamada nastupoval za francouzskou reprezentaci do 21 let. 24. dubna 2016 debutoval za mužskou reprezentaci Komor, kde odehrál 36 zápasů.